# Isoetes nuttallii
Isoetes nuttallii là một loài dương xỉ trong họ Isoetaceae. Loài này được A. Braun ex Engelm. mô tả khoa học đầu tiên năm 1874.